# Jerry Rice (skeletonracer)
Jerry Rice (High Wycombe, 30 oktober 1990) Brits skeletonracer.

## Carrière
Rice maakte zijn wereldbekerdebuut in het seizoen 2017/18 en werd 19e in de eindstand. In het seizoen 2018/19 deed hij beter met een 11e plaats terwijl hij het seizoen 2019/20 afsloot als 26e.
Hij nam in 2017 deel aan het wereldkampioenschap waar hij 19e werd. In 2019 werd hij individueel 21e.
Hij nam in 2018 deel aan de Olympische Winterspelen waar hij 10e werd.

## Resultaten

### Olympische Spelen
| Jaar | Plaats      | Resultaat |
| ---- | ----------- | --------- |
| 2018 | Pyeongchang | 10e       |

### Wereldkampioenschappen
| Jaar | Plaats    | Resultaat       |
| ---- | --------- | --------------- |
| 2017 | Königssee | 19e Individueel |
| 2019 | Whistler  | 21e Individueel |

### Wereldbeker
Eindklasseringen
| Seizoen   | Rang |
| --------- | ---- |
| 2017/2018 | 19e  |
| 2018/2019 | 11e  |
| 2019/2020 | 26e  |
| 2020/2021 | 30e  |